# Rio Couesnon
O rio Couesnon (em bretão:  Kouenon, em língua galo: Couasnon) é um rio localizado no nordeste da Bretanha, no noroeste da França. Trata-se de um pequeno rio costeiro que nasce perto do pântano de de Vézins, na comuna de Saint-Pierre-des-Landes no departamento de Mayenne e que desagua na baía do Monte Saint-Michel. Tem um comprimento de 97,8 |km.
Nos seus últimos quilómetros define a fronteira entre os antigos ducado da Bretanha e ducado da Normandia. 

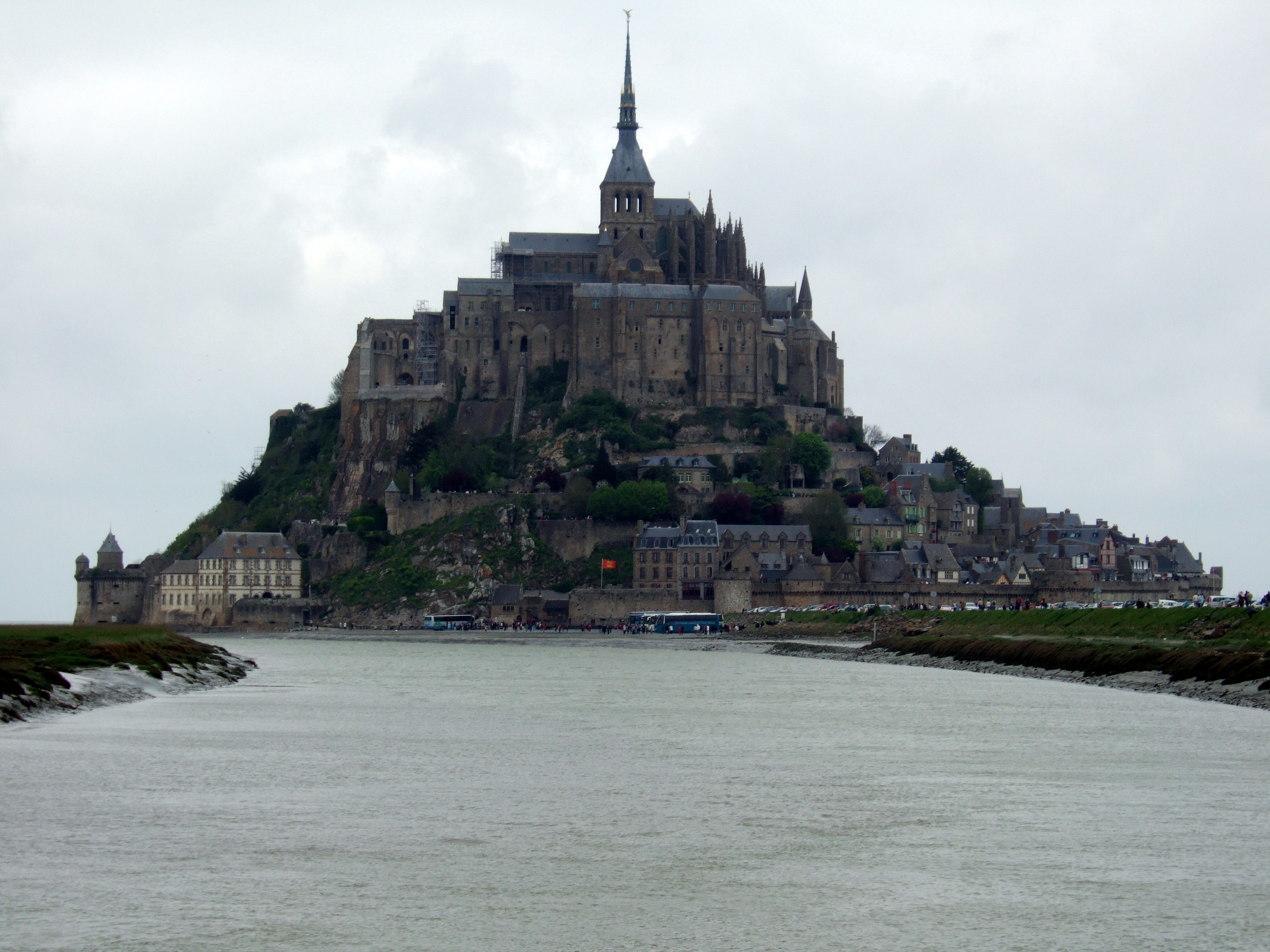
Foz do Couesnon frente ao Monte Saint-Michel.

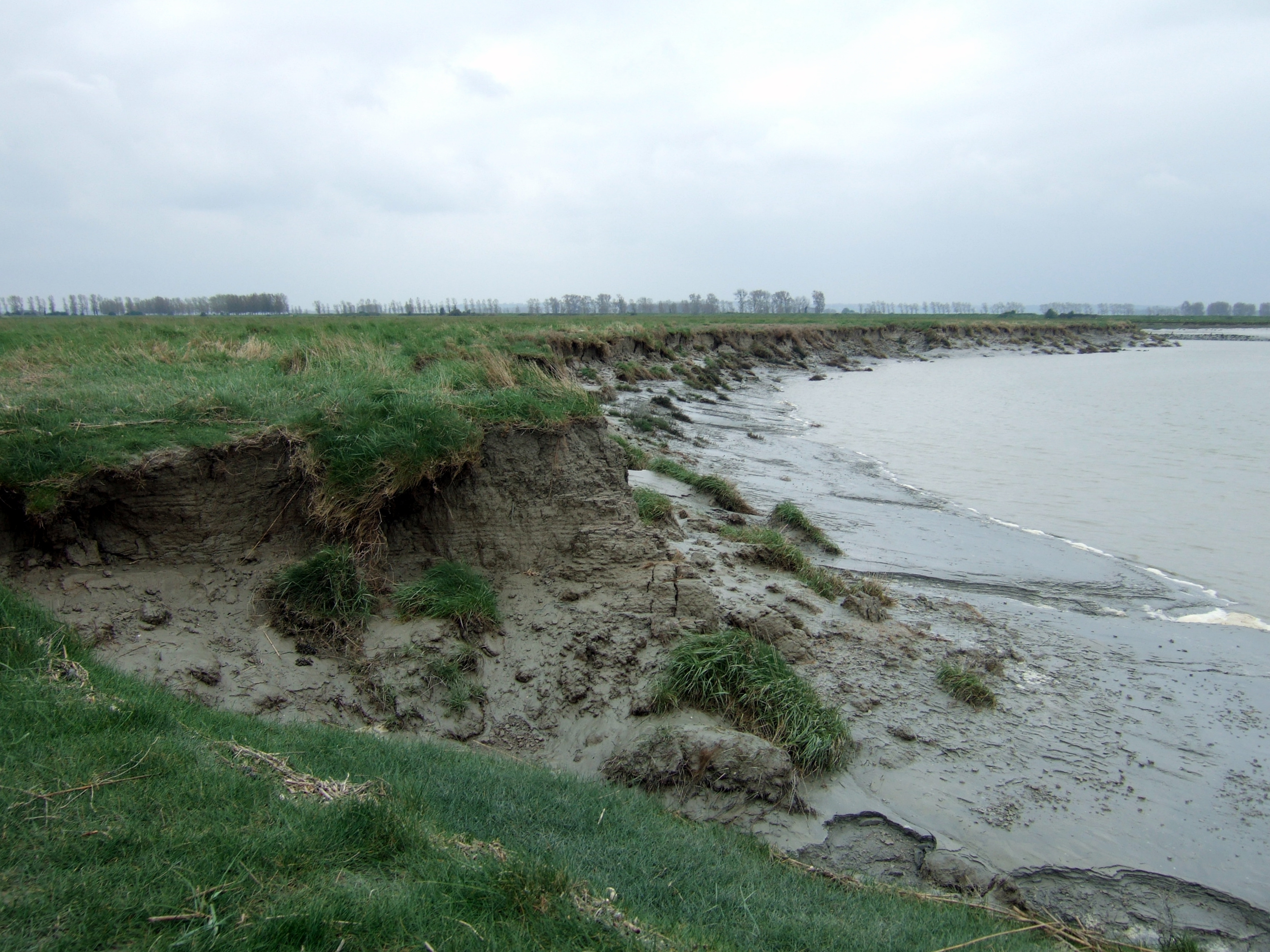
Margens do Couesnon perto da foz.

Os rios Couesnon, Sée e Sélune formam o sistema hidráulico da baía do Monte Saint-Michel. Por um lado as marés trazem sedimentos, por outro lado os três rios arrastam-nos para o largo.
No século XIX o rio Couesnon foi canalizado para acabar com as enchentes. Em 1969 foi feita uma represa. Estas construções, tal como o dique de acesso ao Monte Saint-Michel, colocaram em perigo o carácter insular do monte. De facto, está previsto substituir o dique por um viaduto e modificar a represa do Couesnon.

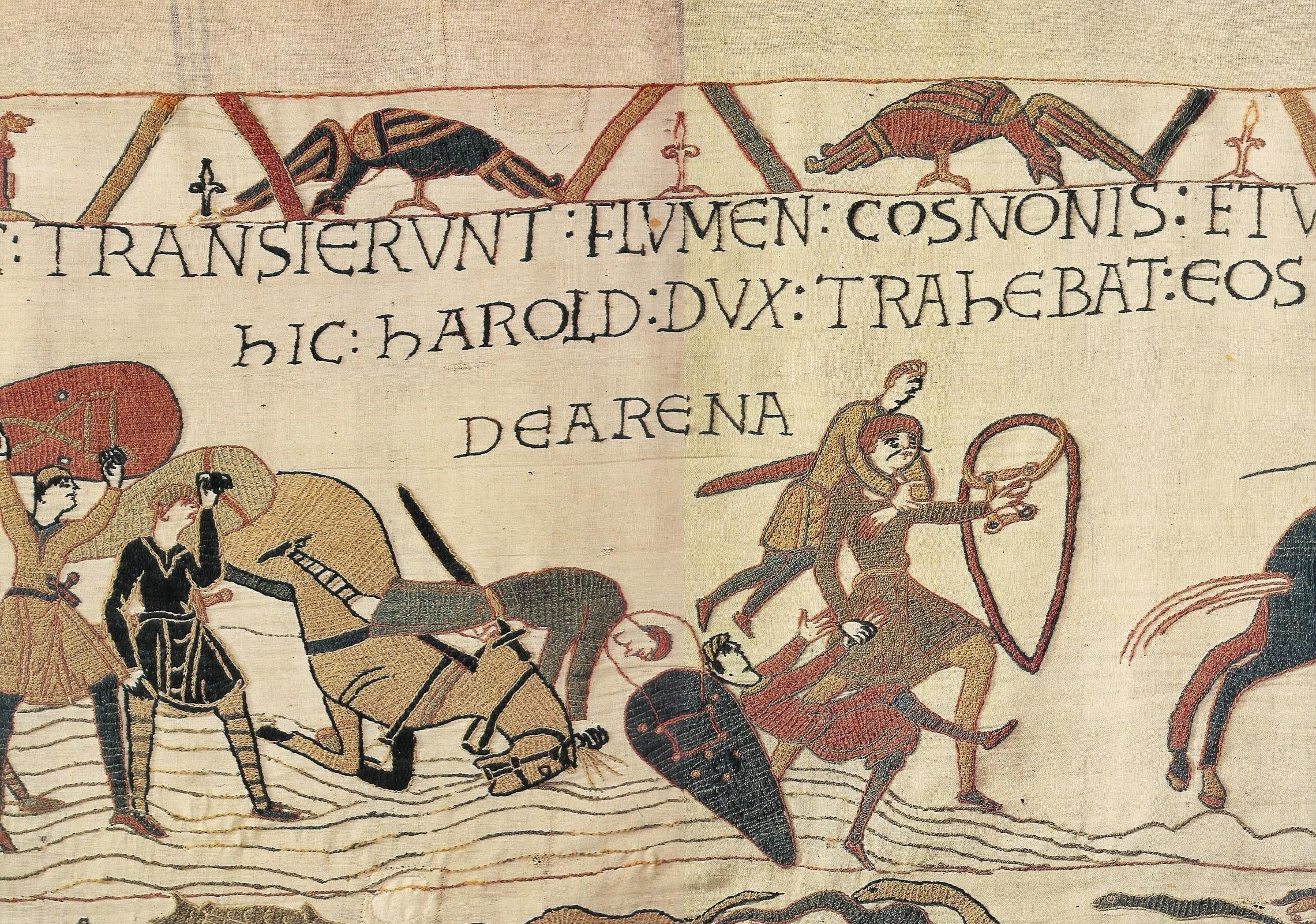
Menção ao rio Couesnon na tapeçaria de Bayeux

O rio Couesnon foi grafado durante muito tempo como Coesnon, tal como indica o Grand vocabulaire françois, de 1768.
A tapeçaria de Bayeux menciona-o em latim medieval: Cosnonis.